# Czarna Białostocka
Czarna Białostocka (até 1952, Czarna Wieś Stacja, 1952–1962, Czarna Wieś) é um município no nordeste da Polônia. Pertence à voivodia da Podláquia, no condado de Białystok. É a sede da comuna urbano-rural de Czarna Białostocka. Está situado no planalto de Białystok, rodeado pela Floresta Primitiva de Knyszyńska. Pertence à aglomeração urbana de Białystok.
Até 1962, Czarna Białostocka estava se desenvolvendo com a vila vizinha chamada Czarna Wieś Kościelna como uma estrutura organizacional chamada Czarna Wieś. Nos anos 1975–1998, a cidade pertencia administrativamente à voivodia de Białystok.
Estende-se por uma área de 14,3 km², com 8 512 habitantes, segundo o censo de 31 de dezembro de 2024, com uma densidade populacional de 596 hab./km².
A Inspetoria Florestal de Czarna Białostocka tem sede na cidade.

## História

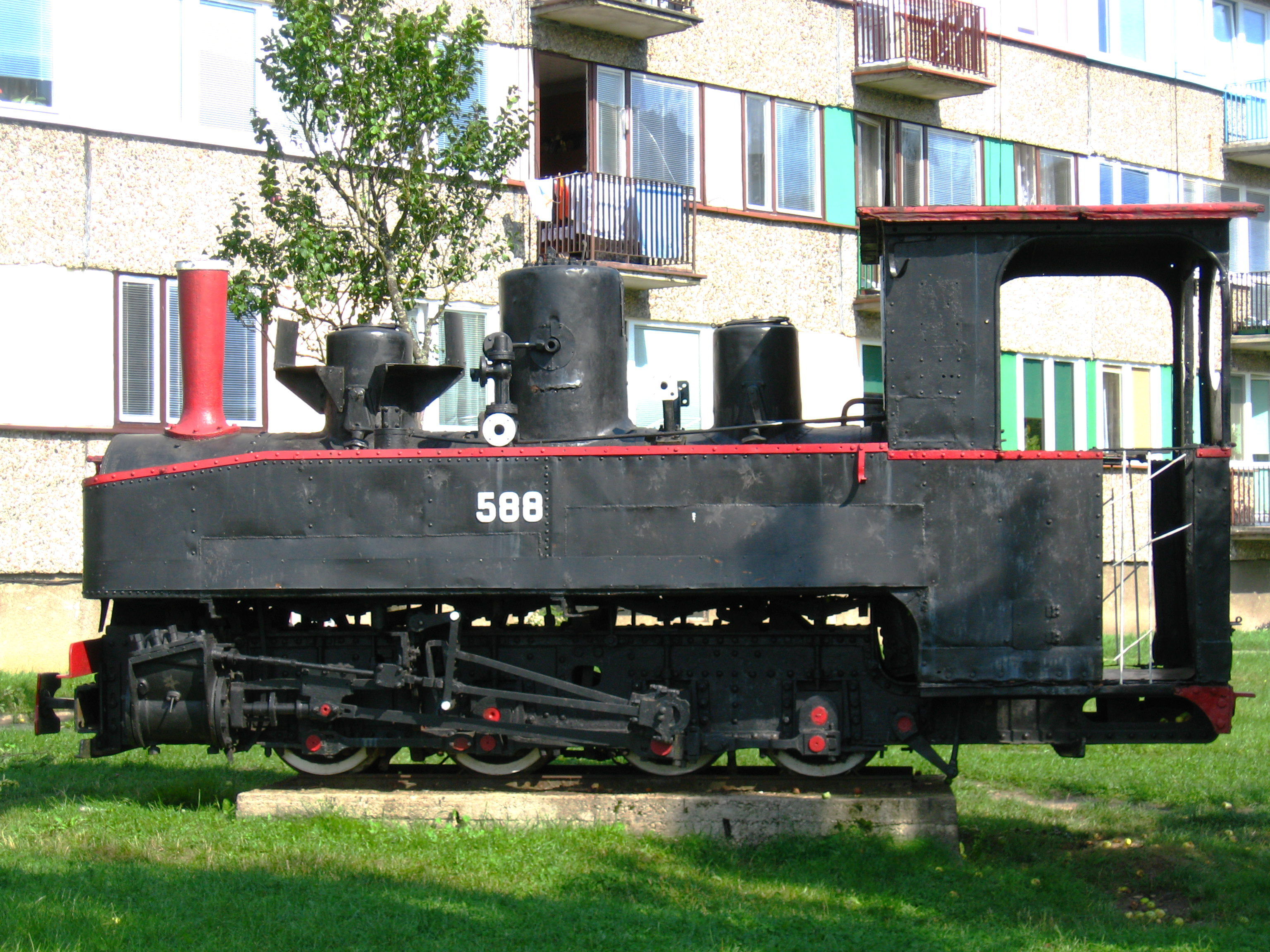
Locomotiva de uma ferrovia florestal de bitola estreita

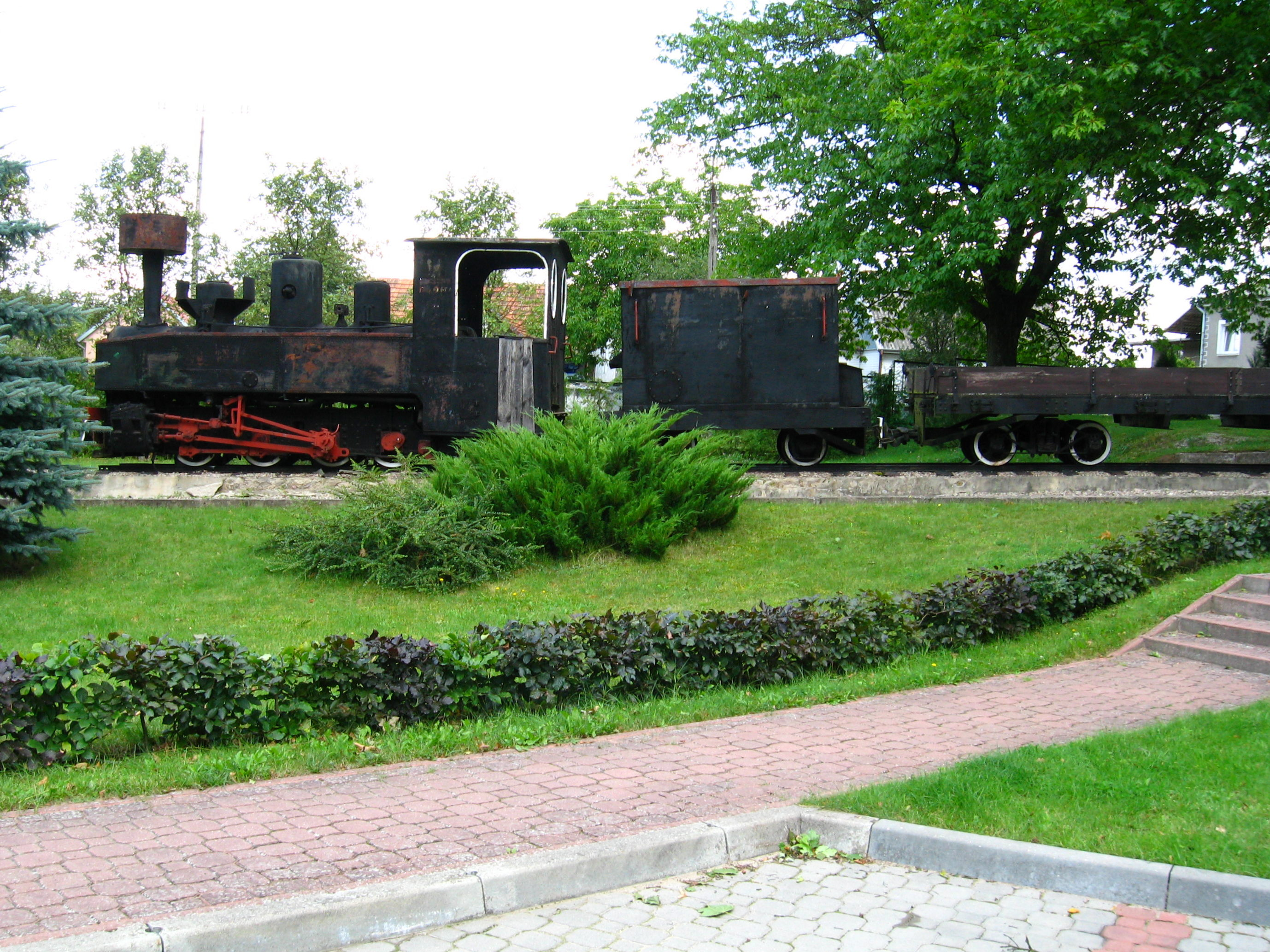
Ferrovia Florestal de bitola estreita

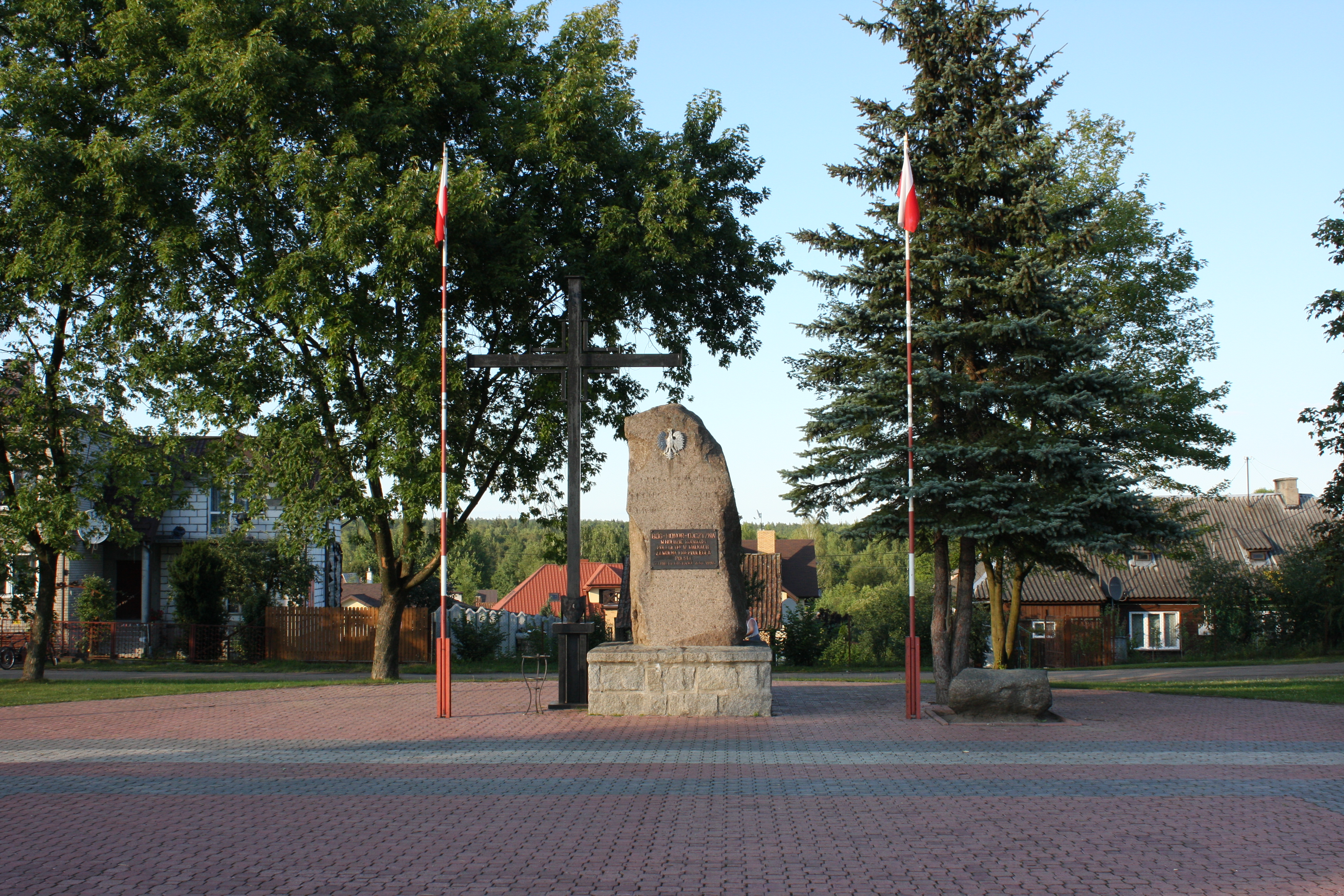
Monumento aos que morreram na luta por sua pátria

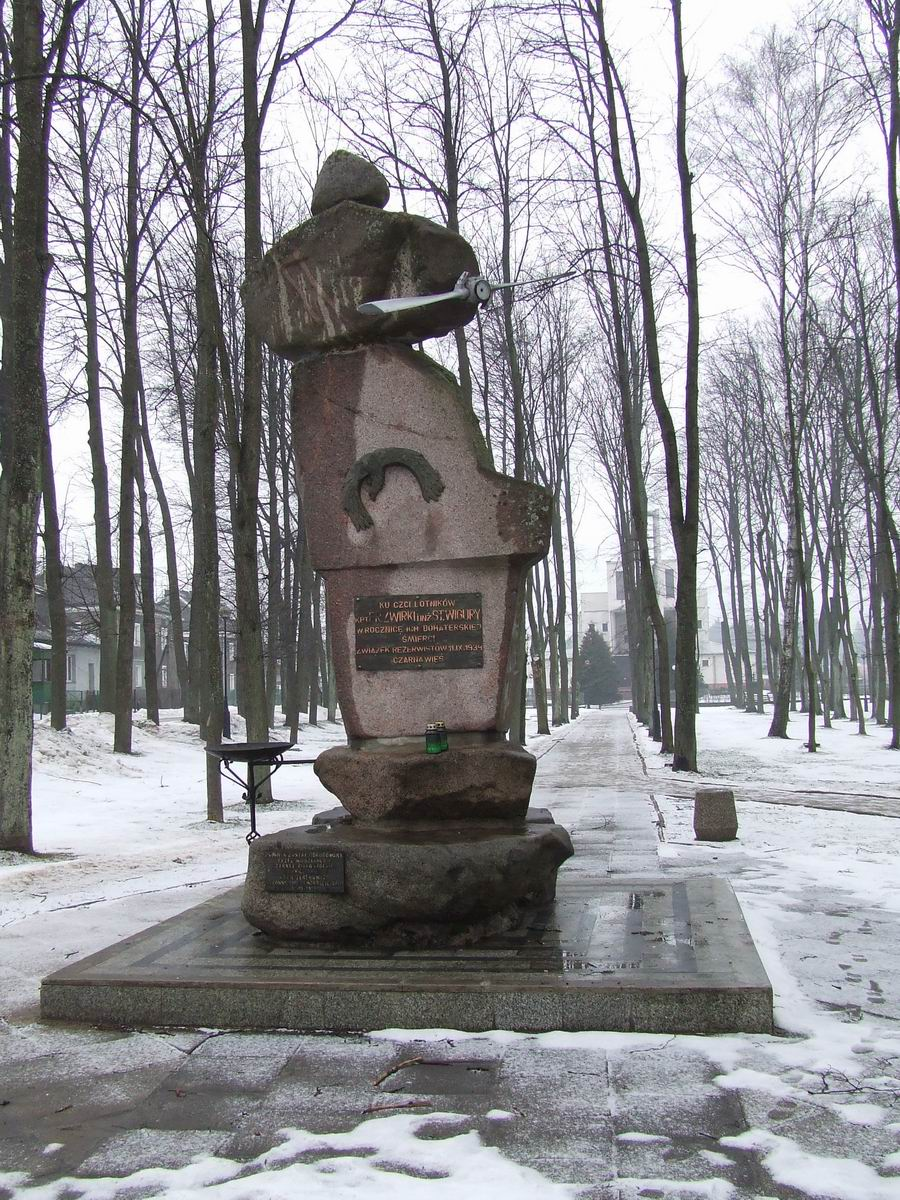
Monumento a Żwirka e Wigura

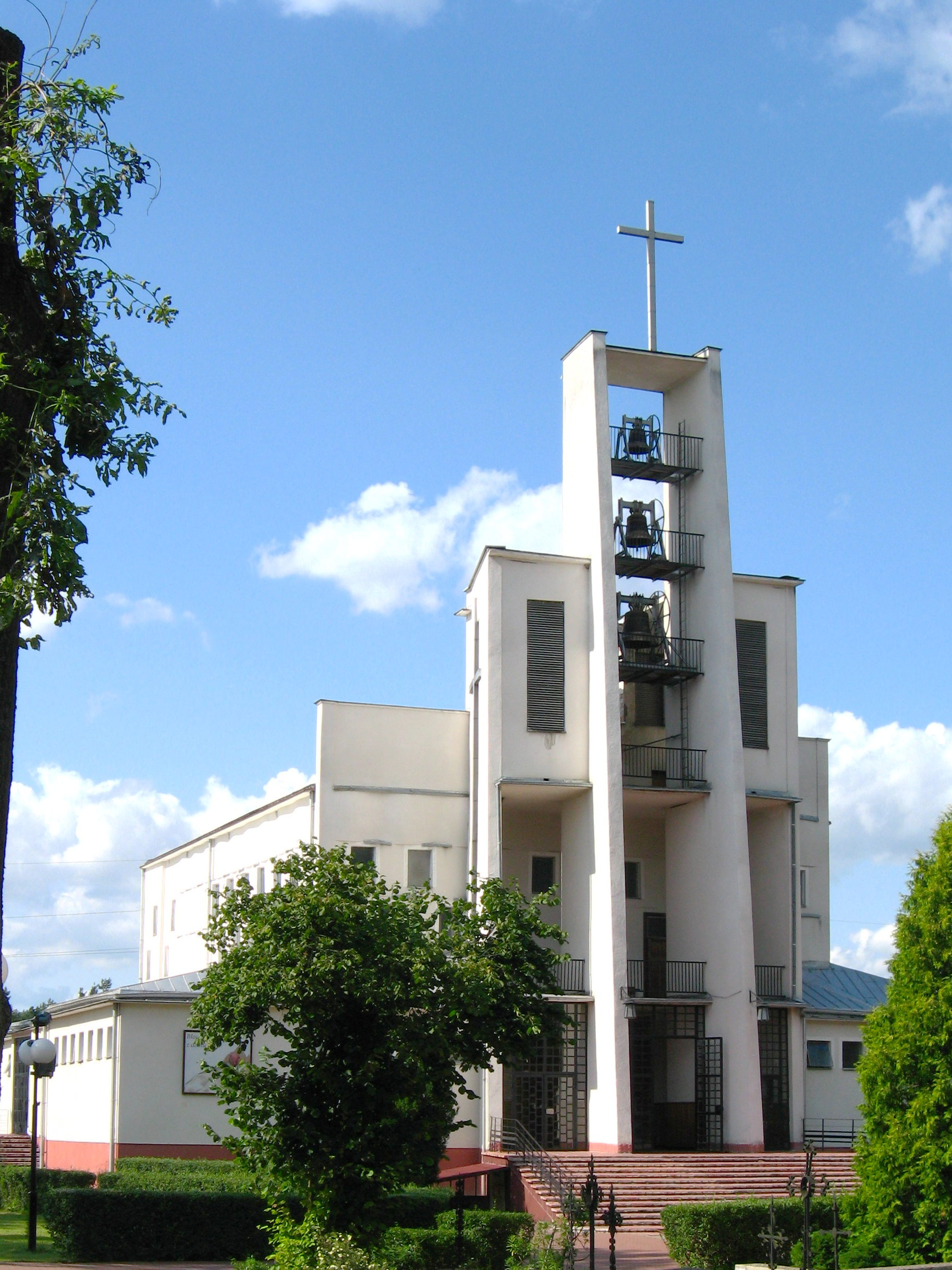
Igreja da Sagrada Família

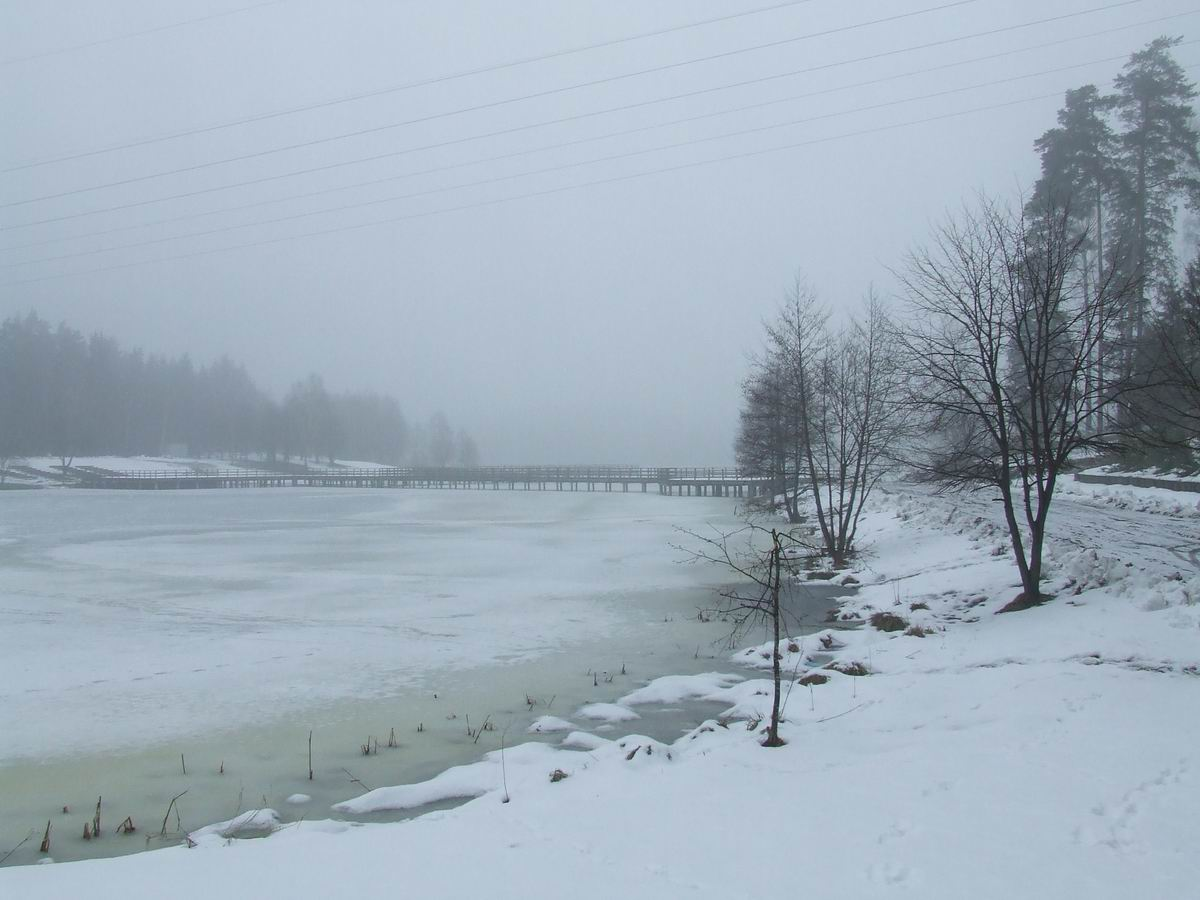
Reservatório de Czapielówka

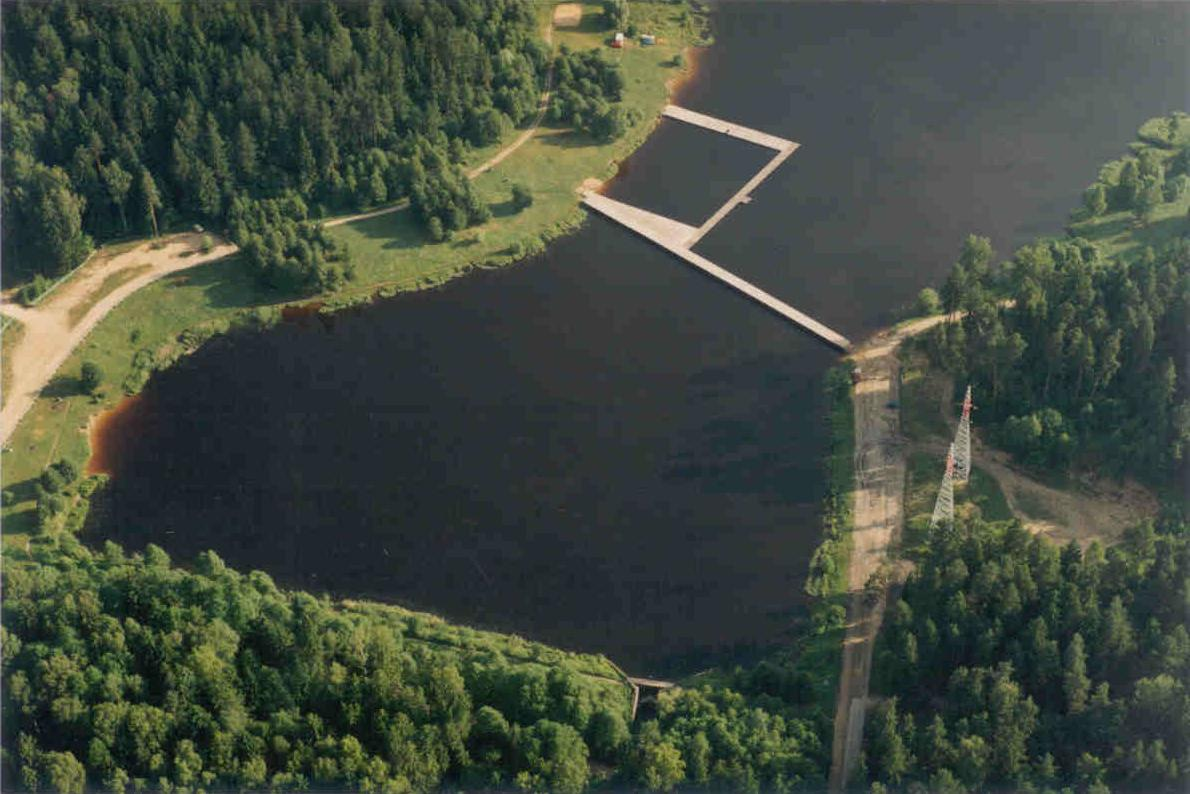
Vista aérea do reservatório Czapielówka

- 1388 — estabelecimento da fronteira Mazóvia-Lituânia no rio Czarna, chamada Mała Suchołdka (Maleysucholdi), e depois Sokołdka e Sokołdka Lacka.
- Século XV — no rio Czarna, antes de 1509, foram construídos estábulos reais com currais, onde era ceifado e recolhido o feno, e também para a caça.
- Século XVI — aparecimento do nome rio Czarna.
- 1509 — Sigismundo I, o Velho doou a Floresta Knyszyn no rio Czarna ao voivoda de Troki, Mikołaj Radziwiłł, que construiu uma mansão na margem do rio Czarna e delimitou parte da Floresta Primitiva Bielska do outro lado do rio, organizando campos de caça lá. Em 1510, ele também construiu uma estrada de Knyszyn a Sokółka e uma ponte sobre o rio Czarna, mais tarde conhecida como a Grande Estrada Real.
- 1536 — a rainha Bona Sforza herdou as terras dos Radziwiłłs no rio Czarna, que passaram para as mãos reais e em 1571 foram entregues a Sigismundo II Augusto. No rio Czarna, as seguintes florestas convergiam: Malawicka, Kryńska, Odelska e Kuźnicka. Elas foram usados para criar uma silvicultura de Sokołów e, conforme a constituição do parlamento de 1589, tornaram-se parte dos bens de Grodno como da família real. Essas áreas eram reservadas ao uso exclusivo do rei e protegidas como territórios de caça.
- Século XVII — uso intensivo das florestas — produção de madeira e carvão.
- 1639 — a Portaria da Floresta Real menciona as áreas: Perekał (agora Pierekał-Zawały - Distrito de Czarnej Białostocka), Mochnacz (aldeia de Machnacz), Niemczyna (aldeia de Niemczyn) e Oleszkowa.
- Século XVII — construção de um moinho e uma fazenda em Ratowiec na área de Złotoria, mais tarde também uma casa senhorial.
- Século XVIII — povoação da vila de Czarna sob a lei da caça.
- 1702 — criação de uma fundição de ferro chamada Rzeczka (aldeia de Ruda Rzeczka).
- 1782 — construção da estação postal de Buksztel por Golfryd Rybek, o rei Estanislau II Augusto descansa aqui em 25 de abril de 1793.
- 1795 — incorporação temporária da vila de Czarna à Nova Prússia Oriental, como resultado da Terceira Partição da Polônia, a administração prussiana muda seu nome para Czarna Wieś.
- 1798 — construção de uma serraria movida a água em Rudnia perto de Czarna Wieś.
- 1807 — como resultado da Paz de Tilsit, Czarna Wieś torna-se parte do Império Russo, e as tropas e oficiais russos permaneceram nela até 1915.
- Século XIX — Estabelecimento de um grande centro da indústria doméstica popular na produção de azulejos cerâmicos em Czarna Wieś.
- 1862–1864 — construção do complexo da estação Czarna Wieś (estação ferroviária, estação de bombeamento, torre de água e edifícios residenciais), 15 de dezembro de 1862, comissionamento da Estação Ferroviária Principal de Petersburgo-Varsóvia.
- 1 de março de 1863 — Durante a Revolta de Janeiro contra os invasores russos, uma escaramuça vitoriosa entre a unidade insurgente de Walery Parczewski com os cossacos perto de Czarna Wieś, 16 de maio a 1 de junho de 1863, sob o comando de Onufry Duchiński e Walery Wróblewski, acamparam na área de Budziska.
- 1864 — o Gabinete municipal e depois a Escola Popular Russa está localizada em Czarna Wieś.
- 1869 — realiza-se a emancipação de Czarna Wieś.
- 1908 — a aldeia de Zapieczki é fundada na estação ferroviária, o comerciante judeu Dawid Pokrzywa construiu a primeira serraria mecânica a vapor em Wodokaczka, ao lado da qual foi construído um pequeno assentamento de trabalhadores.
- 1912 — Czarna Wieś tinha 440 habitantes, Wodokaczka — 200, Zapieczki — 70, Buksztel — 200 pessoas, as florestas ao redor no século XIX eram chamadas de Floresta Buksztel.
- 1910 — construção da capela católica.
- 1 de abril de 1913 — o padre Edward Szapel e os moradores começam construir uma igreja em Czarna Wieś.
- 15 de agosto de 1915 — os russos em retirada incendiaram Wodokaczka, o complexo da estação ferroviária e a serraria, e o exército alemão ocupou Czarna Wieś.
- 1916–1918 — construção pelos alemães na estação da serraria, ferrovias de bitola estreita, oficinas mecânicas e usinas, derrubada intensiva da floresta.
- 19 de dezembro de 1919 — o exército polonês ocupa Wodokaczka, Zapieczki e Buksztel, e Czarna Wieś recupera sua independência e retorna às fronteiras do Estado polonês.
- 27 de julho de 1920 — durante a retirada, o legionário Stanisław Szczęsny foi enterrado, ele morreu como resultado de ferimentos sofridos durante a luta perto de Rozedranka.
- 1921 — Czarna Wieś Kościelna tinha 458 pessoas, Czarna Wieś Stacja — 614, Buksztel — 161 pessoas na comuna de Czarna Wieś. Fundação da serraria, que mais tarde se tornaria as instalações da indústria madeireira.[2]
- 1923–1928 — as Serrarias Estatais em Czarna Wieś eram administradas pelo diretor Jan Czajkowski, a empresa consistia em 2 serrarias: uma serraria grande de 1930, uma serraria média e uma pequena no lado oposto lado dos trilhos, ferrovias florestais, oficinas mecânicas e usinas de energia.
- 1924–1926 — o primeiro loteamento das colônias Zapieczki e Perekał-Zawały, este e os lotes subsequentes criaram propriedades de casas unifamiliares.
- 1 de abril de 1927 — a comuna de Czarna Wieś foi abolida e transferida do condado de Sokółka para a comuna de Czarna Wieś (com sede em Czarna Wieś Kościelna) no condado de Białystok.[3]
- 1927–1936 — Komasacja Czarna Wieś Kościelna.
- 1932 — construção de um clube intraorganizacional, parque infantil e pista deslizante em Czarna Wieś Stacja e uma Casa Católica em Czarna Wieś Kościelna.
- 1933 — construção de uma nova escola, Marechal Józef Piłsudski em Czarna Wieś Stacja.
- 1934
  - construção do prédio de tijolos da cooperativa “Samopomoc”,  o monumento a Żwirki i Wigury e a torre de incêndio em Czarna Wieś Stacja, foi criado um complexo recreativo e esportivo, incluindo um parque com vielas, um espaço para instalação de uma orquestra, campos de jogos e outras instalações esportivas. Os patronos da cultura foram Witold e Janina Wigur — o gerente das serrarias com sua esposa. Havia também uma série de organizações sociais — o Corpo de Bombeiros de Voluntários, bem como o Sindicato dos Fuzileiros, o Sindicato dos Reservistas e o Sindicato da Formação Militar da Mulher (o famoso “pewukaczki”).
  - incorporação de Wodokaczka na Czarnej Wsi Stacji.[4]
- 1935 — Czarna Wieś Stacja tinha 2 200 habitantes, Czarna Wieś Kościelna — 730 e Buksztel — 450.
- 1937–1939 — construção do Conjunto Habitacional Tartacznego em Czarna Wieś Stacja. A cidade era chamada de vila, tinha 200 casas e 2 650 habitantes. Tinha 22 ruas, 12 lojas, 2 padarias e um restaurante.
- 1939–1941 — após a agressão soviético-alemã contra a Polônia e a divisão de seu território, a aldeia está sob ocupação soviética.
- 27 de junho de 1941 — Czarna Wieś Kościelna é bombardeada pela força aérea alemã. Retirada soviética, início da ocupação alemã.
- 29 de julho de 1944 — os alemães em retirada destroem a serraria e o complexo da estação.
- 8 de julho de 1945 — batalha do 1.º Regimento de Praga do Exército polonês com um agrupamento do Exército Interno (AKO) perto de Ogóły.
- 1946 — construção da capela católica em Czarna Wieś Stacja.
- 1 de julho de 1952 — mudança de nome de Czarna Wieś Stacja para Czarna Wieś; Pierekał-Zawały incluído na gromada de Czarna Wieś.[5]
- 20 de outubro de 1952 — criação da Fábrica de Máquinas Agrícolas “Biafamar” — Fábrica Química n.º 14 em Czarna Wieś — produção de produtos especiais (militares). A construção começou em 1952 e continuou nos anos 1953–1954. Para atender às necessidades de inúmeros funcionários recém-contratados em Czarna Wieś, foi iniciada a construção dos blocos habitacionais Zakładowe Osiedle Robotniczego (ZOR) em novas ruas, infraestrutura de água e esgoto. Também foram construídos um cinema, salas do clube da empresa, um pavilhão esportivo, um estádio e uma praça do mercado.
- Outono de 1954 — formação da gromada de Czarna Wieś, incluindo Czarna Wieś (com Pierekał-Zawały), Buksztel, Machnacz, Brzozowy Mostek, Czumażówka e Ponura Kolonia.
- 1 de janeiro de 1956 — a gromada de Czarna Wieś recebe direitos de moradia, graças aos quais as aldeias que faziam parte da gromada de Czarna Wieś existente (Wodokaczka, Pierekał-Zawały Buksztel, Machnacz, Brzozowy Mostek, Czumażówka e Ponura Kolonia) se tornam partes integrantes de Czarna Wieś.[6]
- 1956 — a fábrica muda seu nome para Wytwórnia Wyrobów Precyzyjnych e, continuando sua produção especial, inicia a produção de espalhadores de estrume de eixo único RT I e outros produtos de madeira e metal, como carpintaria de construção ou caixas de ferramentas para motocicletas. Em 1958, foi iniciada a produção de uma lavadora elétrica doméstica, que depois do espalhador se torna o segundo produto básico. No início da década de 1960, após a descontinuação da produção da máquina de lavar, a fábrica iniciou a produção do refrigerador doméstico “Szron” e, em seguida, o procurado refrigerador “Szron Lux 125”.
- 1957 — o Conselho Nacional de Habitação aprovou uma resolução para mudar o nome do conjunto habitacional para a cidade de Czarnolesie, e o nome foi revogado por razões históricas.
- 18 de julho de 1962 — o conjunto habitacional Czarna Wieś recebe os direitos de cidade e o nome de Czarna Białostocka,[7] a cidade tinha uma população de 5 521 habitantes. Na cidade existiam: uma escola primária, uma escola profissionalizante da empresa, dois jardins de infância, dois cinemas permanentes, duas bibliotecas, cinco clubhouses da empresa, um centro de saúde, uma sala de partos, uma farmácia, um laboratório e uma creche.
- 1967–1976 —  Maior expansão da fábrica e, com ela, da cidade. Em 26 de março de 1973, o nome da empresa foi alterado para “Agromet” Fábrica de máquinas agrícolas em Czarna Białostocka, especializada na produção para a agricultura: famílias inteiras de espalhadores de fabricação própria, reboques basculantes e peças de cooperação para tratores e outras máquinas agrícolas. A “Agromet” tornou-se o patrono da cultura e do esporte da cidade — apoiou o Clube Esportivo dos Trabalhadores “SKRA”, que teve muito sucesso no futebol e no boxe, iniciou atividades sociais — por exemplo, a construção de um reservatório de água em 1971–1981, ou coorganizou eventos culturais (o maior deles, Dias de Czarna Białostocka).
- 1976 — construção da igreja paroquial da Sagrada Família em Czarna Białostocka.
- 1984 — construção da igreja paroquial ortodoxa das Santas Mulheres Portadoras de Mirra em Czarna Białostocka.
- 1996 — Czarna Białostocka tem uma população de 10 mil habitantes.
- 2003 — construção da igreja paroquial de Jesus Misericordioso em Czarna Białostocka, projetada por Tomasz M. Perkowski.

## Atrações turísticas
- Museu ao ar livre,
- Acampamento Partidário,
- Reservas florestais:
  - Reserva Natural de Budzisk[8]
  - Reserva Natural Jesionowe Góry[9]
  - Reserva Natural de Międzyrzecze[10]
- Ferrovia florestal de bitola estreita com um comprimento total de 20 km, conectando Czarna Białostocka a Kopna Góra, onde está localizada uma das atrações mais importantes da Podláquia — o “Arboreto” em Kopna Góra. A linha é mantida pela Fundação para as Ferrovias Florestais de Bitola Estreita. Nenhuma das seções está atualmente operacional.
- O reservatório de água Czapielówka está localizado no meio da floresta. Há uma plataforma ali, com uma grade de metal e uma rampa para deficientes.

A cidade e comuna de Czarna Białostocka estão amplamente localizadas entre as florestas da Floresta Primitiva de Knyszyn. Os edifícios da cidade estão espalhados por uma clareira na floresta e há um pitoresco reservatório de água nas proximidades. As florestas próximas são ricas em flora e fauna que é difícil de encontrar em outras partes do país. Tais condições criam a base para o desenvolvimento do turismo. A localização pitoresca de Czarna Białostocka significa que possui excelentes condições para vários tipos de descanso ao longo do ano. A lagoa está situada entre uma clareira na floresta. Para os entusiastas da pesca, é um desafio apanhar lúcios, sander lucioperca, percas, carpas, tincas, bremas ou pimpões. Essas vantagens são usadas não apenas pelos moradores de Czarna Białostocka, mas também pelos moradores de Białystok e seus arredores.
A história da construção do reservatório de Czapielówka remonta à Segunda Guerra Mundial. Durante a guerra, a Czarna Wieś Kościelna localizada perto de Czarna Białostocka foi severamente danificada. Durante a reconstrução dos danos, bem como durante a construção da Fábrica de Produtos de Precisão localizada nas florestas da Floresta Knyszyn, a falta de água começou a ser sentida. Foi então que nasceu a ideia de construir um grande lago. A sua implementação foi realizada pelos engenheiros Jerzy Terlecki e Kazimierz Błahuszewski. Conforme os projetos preliminares, a lagoa deveria estar situada no final das ruas Młynowa e Marszałkowska. No entanto, após consultas, verificou-se que a água neste local não se sustentaria, pelo que se decidiu localizá-la, onde se encontra agora. A barragem estava localizada no rio Czapielówka no local onde havia uma passarela que ligava as duas aldeias de Czarna Białostocka e Czarna Wieś Kościelna. Em 20 de maio de 1971, o Gabinete da Cidade e Comuna, por resolução n.º 73/145/71, anunciou a criação do Comitê Social para a Construção do Reservatório de Água sob a presidência de Jerzy Terlecki. A construção do reservatório levou quase 10 anos e consumiu muitos recursos financeiros. A própria construção exigiu um envolvimento significativo dos habitantes, das inspeções florestais e do exército. O protocolo de entrega do reservatório foi elaborado em 3 de junho de 1981 na Câmara Municipal de Czarna Białostocka. Durante a construção, em 10 de novembro de 1978, foi aprovado um projeto técnico para a construção de uma ponte de madeira ligando as duas margens da lagoa. A plataforma tinha 3,50 m de largura e sua área total era de 1 142,50 m². A estrutura da plataforma é feita de estacas de madeira com diâmetro de 28 cm e comprimento de 8,50 m. O revestimento é feito de tábuas de 50 mm de espessura. O cais foi construído por uma unidade militar. A ponte foi operada desta forma durante 22 anos, quando devido ao seu mau estado técnico, que representava uma ameaça para as pessoas, foi tomada a decisão de renová-la. Em 16 de junho de 2004, foi obtida a licença para reforma e construção do píer. As primeiras obras começaram em julho de 2004, seu contratante foi as Fazendas Auxiliares para a Operação de Dispositivos de Melhoria em Białystok. O trabalho no cais foi concluído em 30 de setembro de 2004. A área atual do cais é de 2 170,84 m², utilizado para fins recreativos e de pesca, bem como para a organização de eventos culturais e competições esportivas.

## Divisão administrativa
- Século XIII — construção de uma fortaleza perto de Niemczyn (assentamento da Mazóvia).

### Cidade de Czarna Białostocka
Conjuntos residenciais em Czarna Białostocka:
- Conjunto habitacional Centrum
- Conjunto habitacional ZOR
- Conjunto habitacional Zielone
- Conjunto habitacional Starówka
- Conjunto habitacional Buksztel
- Conjunto habitacional Pierekały
- Conjunto habitacional Wiosenne
- Conjunto habitacional Wschód
- Conjunto habitacional Miasteczko
- Conjunto habitacional Tartaczne

## Demografia
Conforme os dados do Escritório Central de Estatística da Polônia (GUS) de 31 de dezembro de 2024, Czarna Białostocka é uma cidade pequena com uma população de 8 512 habitantes (16.º lugar na voivodia da Podláquia e 431.º na Polônia), tem uma área de 14,3 km² (26.º lugar na voivodia da Podláquia e 456.º lugar na Polônia) e uma densidade populacional de 596 hab./km² (15.º lugar na voivodia da Podláquia e 530.º lugar na Polônia). Nos anos 2002–2024, o número de habitantes diminuiu 12,6%.
Os habitantes de Czarna Białostocka constituem cerca de 5,37% da população do condado de Białystok, constituindo 0,75% da população da voivodia da Podláquia.
| Descrição                         | Total      | Total    | Mulheres   | Mulheres | Homens     | Homens   |
| --------------------------------- | ---------- | -------- | ---------- | -------- | ---------- | -------- |
| unidade                           | habitantes | %        | habitantes | %        | habitantes | %        |
| população                         | 8 512      | 100      | 4 465      | 52,5     | 4 047      | 47,5     |
| superfície                        | 14,3 km²   | 14,3 km² | 14,3 km²   | 14,3 km² | 14,3 km²   | 14,3 km² |
| densidade populacional (hab./km²) | 596        | 596      | 312,9      | 312,9    | 283,1      | 283,1    |

Segundo dados de 31 de dezembro de 2013, a cidade era habitada por 9 671 pessoas.

## Transportes

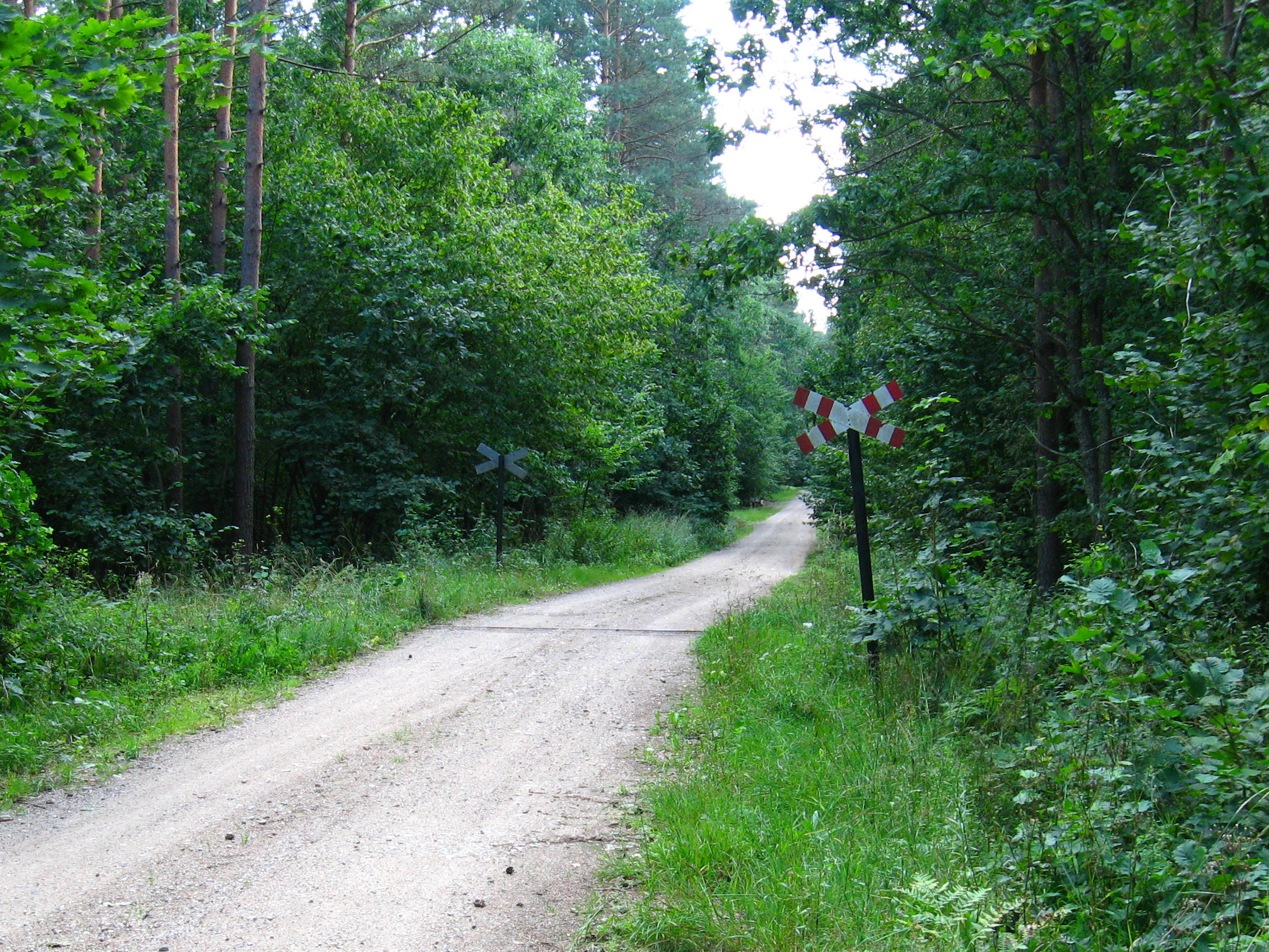
Construída em 1919, uma das quatro existentes na Polônia, uma ferrovia florestal de bitola estreita ligando Czarna Białostocka a Kopna Góra, com 20 km de extensão — atualmente apenas 2,9 km em operação

Uma estrada nacional atravessa Czarna Białostocka:
- : Kuźnica Białostocka — Sokółka — Czarna Białostocka — Białystok — Bielsk Podlaski — Siemiatycze — Radzyń Podlaski — Lubartów — Lublin — Kraśnik — Janów Lubelski — Nisko — Rzeszów.

A estação ferroviária Czarna Białostocka na cidade é uma estação de junção para a linha ferroviária n.º 6, a antiga ferrovia Varsóvia-Petersburgo.

## Educação
Jardins de infância
- Jardim de infância em Czarna Białostocka “Kraina marzeń”[15]
- Jardim de infância particular em Czarna Białostocka “Kraina Montessori”[16]

Escolas Primárias
- Escola Primária n.º 1 São João Paulo II[17]
- Escola Primária n.º 2 Romuald Traugutt[18]

Escolas secundárias
- Complexo Escolar em Czarna Białostocka[19]

## Clubes e associações esportivas

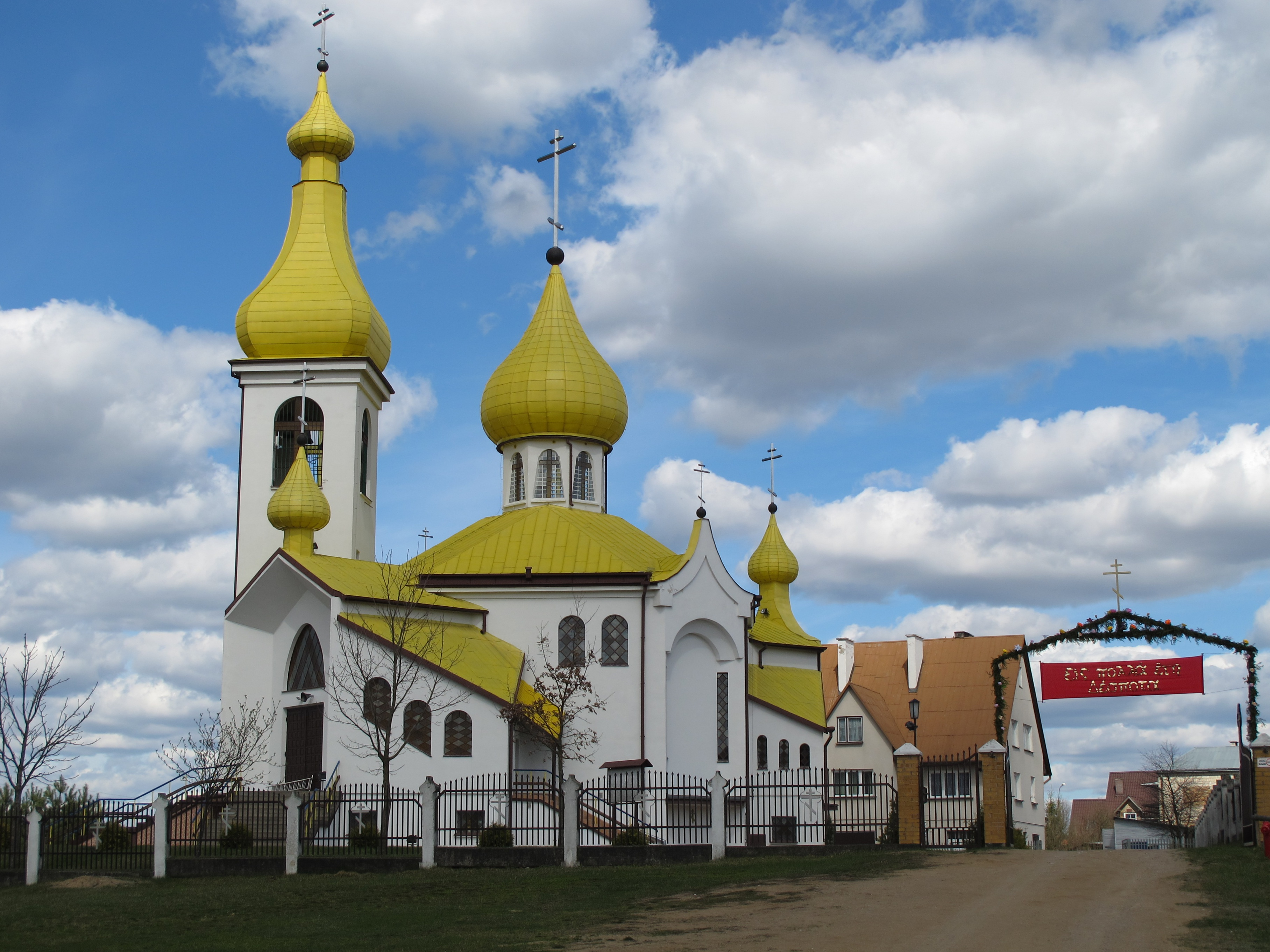
Igreja ortodoxa das Santas Mulheres Portadoras de Mirra

- Clube Esportivo do Ensino Médio “Zeus”[20]
- Clube Esportivo Kyokushin[21]
- Clube Esportivo Folclórico Estudantil “CZARNI”[22]
- Clube Esportivo dos Alunos “ISKRA”[23]
- Fotoclube “PRYZMAT”[24]
- Círculo da Associação Juvenil Totalmente Polonesa
- Esporte clube de futebol “CZARNI”[25]

## Comunidades religiosas

### Igreja Católica de Rito Latino
- Paróquia Jesus Misericordioso[26]
- Paróquia da Sagrada Família[27]

### Igreja Ortodoxa Polonesa
- Paróquia das Santas Mulheres Portadoras de Mirra[28]